# 内纳德·瓦尼奇
内纳德·瓦尼奇（1970年8月30日—），塞尔维亚族，出生于南斯拉夫普里什蒂纳，塞尔维亚足球教练、已退役职业足球运动员，司职中场与后卫，目前执教于苏尔杜利察工人足球俱乐部，曾效力天津泰达。目前执教塞尔维亚足球甲级联赛球队巴奇卡。

## 荣誉

### 球员时代
贝尔格莱德红星
- 南斯拉夫杯: 1996–97

### 教练时代
Radnički Nova Pazova
- 塞尔维亚足球伏伊伏丁那联赛（英语：Serbian League Vojvodina）: 2011–12

诺维萨德劳动者
- 塞尔维亚足球甲级联赛: 2017–18

## 相关链接
- 内纳德·瓦尼奇在BDFutbol中的档案
- 内纳德·瓦尼奇在FootballDatabase.eu中的档案